# Zhong Hui
Zhong Hui (chinesisch 鍾會 / 钟会, Pinyin Zhōng Huì, W.-G. Chung Hui, * 225; † 264) war ein General der Wei-Dynastie zur Zeit der drei Reiche im alten China. Er war außerdem ein wichtiger Philosoph des sogenannten Neo-Daoismus (玄學 / 玄学,  xuánxué) und als Sohn Zhong Yaos ein bedeutender Kalligraph.
Als Gelehrter war er ein ausgezeichneter Kenner des I Ging und des Daodejing.
Er führte gemeinsam mit Deng Ai den Feldzug zur Eroberung von Shu Han im Jahre 263 an. Obwohl er und Deng Ai den gleichen Rang innehatten, hielt er sich für fähiger als Deng Ai. Deshalb verschwor er sich nach dem Fall von Shu mit dem ehemaligen Shu-Oberbefehlshaber Jiang Wei gegen Deng Ai, aber die Verschwörung platzte und er wurde hingerichtet.